# Lợn hung
Lợn hung hay còn gọi là lợn hung Sìn Hồ là một giống lợn nuôi bản địa của Việt Nam được nuôi giữ tại một số khu vực của miền núi phía Bắc, lợn hung Sìn Hồ tập trung chủ yếu ở các xã vùng cao. Tên gọi lợn hung vì đây là giống lợn có bộ lông màu hung đỏ, những con Lợn này bề ngoài có màu lông hung, nâu và chúng thuộc nhóm lợn miền núi. Giống lợn này được Chính phủ Việt Nam công nhận là một giống vật nuôi quý hiếm thuộc nhóm loài nguy cấp cần được bảo tồn. Đây là giống lợn đặc hữu của vùng núi phía Bắc Việt Nam và có nguy cơ mai một, tuyệt chủng.